# 合蕊五味子
合蕊五味子（学名：Schisandra propinqua）为五味子科五味子属下的一个种。